# Xã Melrose, Quận Clark, Illinois
Xã Melrose (tiếng Anh: Melrose Township) là một xã thuộc quận Clark, tiểu bang Illinois, Hoa Kỳ. Năm 2010, dân số của xã này là 352 người.